# 2024年乌鲁地南警局袭击案
2024年乌鲁地南警局袭击案是指发生在2024年5月17日马来西亚的一起枪击案。该事件造成2名警察殉职，1名警察受伤。嫌犯被当场击毙。

## 過程

### 槍戰過程
2024年5月17日凌晨2時，两名大学生进入乌鲁地南警察局报案，指控两年前发生的一起性骚扰事件。五分钟后，嫌犯骑着摩托车抵达警察局，并前往警察局后方。警员Ahmad Azza Fahmi隨后前去詢問嫌犯时，嫌犯突然用刀襲擊Ahmad警察導致他被刺死，隨后嫌犯夺走了警察的枪。之后，另外两名警察來到警察局后方与嫌疑人交火。警员Muhamad Syafiq Ahmad 被枪杀，另一名警員受伤。槍手則被被到场的第三名警察开枪擊斃。

### 后續調查
两名大学生因涉嫌与袭击事件有关而被捕接受讯问。上午6点，警方突袭了嫌疑人在乌鲁地南的家，逮捕了五名疑似伊斯兰祈祷团的成员。
2024年6月19日，槍手的父母和三名兄弟姐妹等五名家庭成员因涉嫌恐怖主义相关罪行被法庭正式起诉。当地政府确认嫌疑人的母亲是新加坡公民，而嫌疑人的其他家庭成员则是马来西亚公民。

## 相關事件
袭击后的几天內又发生了几起事件，其中包括民主行动党国会议员受到死亡威胁以及两人试图闯入国家皇宫。其中又有人在槟城的警察局试图抢夺警用冲锋枪后被捕。

## 反應

### 國內
- 国家元首苏丹依布拉欣向遇害警察的家属表示哀悼。[9]
- 首相安华·依布拉欣表示，应坚决打击那些试图在马来西亚制造混乱甚至造成人员死亡的人。安华表示，他支持警方的一切努力，并要求公众全力配合当局。[10][11]

- 副首相阿末扎希提醒警方須加倍努力，不要对任何恐怖主义威胁掉以轻心。[12]
- 马来西亚伊斯兰党要求内政部回答警方为何未能阻止袭击发生。
- 内政部长赛夫丁纳苏迪安确认，袭击是由一名嫌疑人实施的。由于此次袭击，之前警察局大门全天24小时开放的程序已被修改为每晚10点关闭大门。[13]

### 國際
- 印度尼西亞：袭击发生后，印度尼西亚国家警察反恐部队的88特別分队在全国范围内对恐怖网络及其活动进行了更严格的监视和监控。[14]
- 新加坡：外交部谴责此次袭击，并向遇难和受伤警察的家属表示同情和慰问。外交部还建议前往马来西亚的新加坡人采取必要的预防措施。[15]当局还加强了新柔長堤边境检查站的安全措施，导致过境所需的时间比平时更长。[16]
- 美国：美国驻马来西亚大使埃德加德·卡根向两名在事件中丧生的警察的家属表示慰问，并表示美国愿意协助马来西亚当局打击恐怖主义。他还说，这场悲剧提醒人们，美国和马来西亚在打击恐怖主义方面有着共同的利益，不能放松警惕。[17]